# Rue de Panama
La rue de Panama est une voie du 18e arrondissement de Paris, en France.

## Situation et accès
La rue de Panama est une voie publique située dans le 18e arrondissement de Paris. Elle débute au 15, rue Léon et se termine au 32, rue des Poissonniers.

## Origine du nom
Elle porte ce nom en honneur du percement du canal de Panama. 

## Historique
En 1860, la Compagnie générale des omnibus installe sur un grand terrain proche de la rue des Poissonniers un dépôt de véhicules, des écuries pour les chevaux, ainsi que des bureaux. Après le transfert de ces activités rue Pajol, ce terrain est vendu pour former un lotissement. Deux rues (la rue de Panama et la rue de Suez) sont ouvertes en 1884. Elles prennent leurs noms par un arrêté du 30 août de la même année.
Le 15 septembre 1918, durant la Première Guerre mondiale, une bombe explose sur le no 6 rue de Panama, lors d'un raid effectué par des avions allemands.